# Handelsunternehmen
Ein Handelsunternehmen (oder Handelsunternehmung, Handelsbetrieb) ist ein Unternehmen, das ausschließlich oder überwiegend auf eigene Rechnung und im eigenen Namen Handelswaren von verschiedenen Lieferanten einkauft und diese, zu einem Sortiment zusammengefügt, ohne wesentliche Be- oder Verarbeitung an gewerbliche und/oder nicht-gewerbliche Abnehmer (Verbraucher) wieder verkauft.
Handelsrechtlich betreiben Handelsunternehmen ein Handelsgewerbe. Die Waren heißen in der industriellen Sphäre Produkte, in der landwirtschaftlichen Sphäre Erzeugnisse und bei ihrer völligen Fungibilität Commodities; sobald sie in den Besitz des Handels übergehen, heißen sie Artikel. Ein Handelsbetrieb ist die wirtschaftliche Einheit, mit der ein Handelsunternehmen am Markt tätig wird. Ein Handelskonzern kann ebenso aus mehreren verbundenen Handelsunternehmen bestehen wie ein Handelsunternehmen aus mehreren verbundenen Handelsbetrieben. So verfügt zum Beispiel ein Mehrbetriebs- oder Filialunternehmen über mehrere Verkaufsstellen. Umgangssprachlich werden Handelsunternehmen und Handelsbetrieb oft identisch verwendet.
Grundlegend werden Handelsunternehmen nach den Formen Großhandel (englisch wholesale) und Einzelhandel (englisch retail) unterschieden. Das Abgrenzungskriterium ist nicht die Menge der gehandelten Waren, sondern der ausschließlich oder überwiegend belieferte Kundenkreis. Großhandelsunternehmen haben als Kunden gewerbliche Nachfrager (z. B. Einzelhandels-, Handwerks-, Gastronomie-, Industrieunternehmen) und sog. Großabnehmer (z. B. Kantinen, Mensen). Die Kunden von Einzelhandelsunternehmen dagegen sind Privathaushalte (Verbraucher). Befinden sich die Kunden ausschließlich oder überwiegend im Ausland, zählen die entsprechenden Handelsunternehmen zum Außengroßhandel bzw. zum Außeneinzelhandel. Die zahlreichen institutionellen Erscheinungsformen des Groß- und Einzelhandels, namentlich im Binnenhandel, werden als eigenständige Betriebsformen – zutreffender Betriebstypen – unterschieden. Die Entwicklung von immer neuen Betriebstypen (Betriebstypenmodifikation, Betriebstypeninnovation) ist Gegenstand des strategischen Handelsmarketings.
Ferner kann zwischen dem Präsenzhandel, der die Waren zur Besichtigung anbietet, und dem Nicht-Präsenzhandel unterschieden werden. Zu letzterem gehören die Börsen (Waren- und Wertpapierbörsen) und der Onlinehandel.

## Handelsfunktionen
Dies sind Leistungen und Aufgaben, die ein Handelsunternehmen in der Absatzkette zwischen dem Hersteller und den gewerblichen und nicht-gewerblichen Verwendern der Produkte wahrnimmt. Produzenten nehmen ihrerseits bei der Beschaffung von Roh-, Hilfs- und Betriebsstoffen Leistungen des (Groß-)Handels in Anspruch. Die Handelsbetriebslehre hat zahlreiche Handelsfunktionen entwickelt. Typisch sind etwa:
- Raumüberbrückungsfunktion: Transport der Waren aus der Produktions- bzw. Lieferantensphäre in die Nähe der Kunden;
- Zeitüberbrückungs- oder Lagerhaltungsfunktion: Die in der Industrie hergestellten Produkte werden vom Verbraucher nicht sofort gekauft, sondern erst bei Bedarf; dieser Zeitraum wird durch die Lagerhaltung vom Handel überbrückt;
- Sortimentsfunktion: konsumorientierte Bündelung von Sortimenten verschiedener Hersteller;
- Qualitätsfunktion: Angebot in kundengerechten, differenzierten Qualitäten;
- Quantitätsfunktion: Angebot in kundengerechten Mengen;
- Kreditfunktion: Gewährung von Lieferanten- und Kundenkrediten;
- Servicefunktion: Bereitstellung von kaufmännischen und/oder technischen Diensten, z. B. Umtausch, Versand; Ersatzteilversorgung, Montage, Reparatur;
- Informations- und Beratungsfunktion: Informationen über Produkteigenschaften und Verwendungsmöglichkeiten;
- Marktbeeinflussungsfunktion: Informationsabgabe an Marktteilnehmer, insbesondere potentielle Kunden;
- Kulturelle Funktion: Eröffnung des Zugangs zu Waren aus allen Kulturkreisen.

## Gesetz von der Dynamik der Betriebsformen
Die von Robert Nieschlag so bezeichnete „Dynamik der Betriebsformen“ beschreibt die Entwicklung von neuen Betriebsformen bzw. Betriebstypen des Handels als eine quasi-gesetzmäßige Abfolge von vier Phasen, ähnlich dem Produktlebenszyklus im Marketing. Dieses Konzept ist mit Malcom P. McNairs „Wheel of Retailing“ verwandt.
In der ersten Phase (Entstehung) verfolgt der neue Betriebstyp eine aggressive Niedrigpreisstrategie, um in den Markt zu gelangen. Die zweite Phase (Aufstieg) ist durch überproportionales Umsatz- und Gewinnwachstum und damit Wettbewerbsvorteilen gegenüber konkurrierenden Betriebsformen gekennzeichnet. Die dritte Phase (Reife) ist durch Stagnation des Wachstums und Rückgang der Gewinne gekennzeichnet. Die bisherige preisorientierte Politik muss modifiziert werden. Die neue Betriebsform verliert an Marktanteilen. Es muss ein Trading-up erfolgen, mit dem höhere Kosten verbunden sind. Aufgrund des Kostenanstiegs muss der neue Betriebstyp die Preise denen der konventionellen, ebenfalls reagierenden Betriebstypen angleichen. Die vierte Phase (Niedergang bzw. Degeneration und Assimilation) eröffnet wegen des generell gestiegenen Preisniveaus Chancen für neue Betriebstypen. Das „Wheel of Retailing“ beginnt von Neuem.
Als Kritikpunkte seien nur folgende genannt: Von einer Gesetzmäßigkeit kann keine Rede sein, da die Dauer der vier Phasen nicht eindeutig und nicht vorhersagbar ist (mangelnde prognostische Relevanz). Ferner beginnt nicht jede neue und erfolgreiche Betriebsform des Handels mit einer Niedrigpreisstrategie, was zahlreiche Gegenbeispiele beweisen. So gestalteten die Convenience Shops ihren Marktzugang mit einer Hochpreisstrategie. Discounter dagegen realisierten eine andauernde Niedrigpreisstrategie. Andere neue Betriebsformen starten mit einer neuen Sortimentsidee, mit neuen Dienstleistungen oder mit einer neuen Verkaufstechnik, wobei es vorkommen kann, dass die neue Betriebsform sich rasch als Flop erweist und überhaupt keinen (vierphasigen) Lebenszyklus erkennen lässt. Gescheiterte Versuche mit fahrenden Läden im Berlin der 1920er, mit Automatenläden oder mit Katalogschauräumen wären beispielhaft zu nennen. Schließlich verkennt die Unterstellung, auf die Reifephase müsse zwangsläufig eine Niedergangsphase folgen, dass Handelsunternehmen spätestens in der Phase der Umsatzstagnation verstärkt aktives Handelsmarketing betreiben und einen Niedergang abwenden werden.